# Trest smrti ve Středoafrické republice
Trest smrti ve Středoafrické republice byl zrušen 27. května 2022 poté, co Národní shromáždění Středoafrické republiky schválilo návrh zákona na jeho zrušení. Před jeho zrušením byla země podle Amnesty International považována za abolicionistu v praxi. Poslední poprava byla ve Středoafrické republice provedena v roce 1981, kdy bylo popraveno šest nejmenovaných mužů.
V roce 2018 předložil Roland Achille Bangue-Betangai, předseda legislativního výboru parlamentu Středoafrické republiky, návrh zákona o zrušení trestu smrti. V březnu 2019 vytvořil předseda Národního shromáždění Laurent Ngon-Baba společný výbor, který měl jeho návrh prozkoumat.